# آبیتیک اسید
اسید آبیتیک ( که به نام‌های اسید آبتینیک  و اسید سیلویک  نیز شناخته می‌شود)گونه‌ای اسید صمغی(اسید رزینی) است که نخستین بار از مادهٔ آزاردهندهٔ چوب کاج گرفته شد و به روش ایزومر کردن از روزین به دست آمد.این اسید در الکل‌ها، اترها، و استون حل شدن می‌شود. همچنین این اسید در جلا کاری، صابون‌ها، رنگ جلای چوب و تجزیهی رزینها و آماده سازی رُزینات‌های فلزی کاربرد دارد. این ماده در فهرست روش‌های مهار ماده‌های زهرآگین آمده‌است.
استر این ماده آبیتات نامیده می‌شود.
اسید آبیتیک یک مادهٔ زودکنش زا(آلرژی زا)ی کم توان است، هرچند مه ترکیب‌های به دست آمده از اکسید آن با هوا کنش‌های بسیاربیشتری دارند. این زودکنش زایی نخستین بار درچوب کاج و رزین بوده‌است.